# Autoretrat amb retrat de Bernard
Autoretrat amb retrat de Bernard, o Els Miserables (títol original en francès Autoportrait avec portrait de Bernard, 'Les Misérables'), és un quadre del pintor Paul Gauguin dedicat a Vincent van Gogh on inclou, a més d'un autoretrat, un retrat d'Émile Bernard. Es coneix per la referència número 239 del catàleg Wildenstein-Cogniat de 1964 i número 309 del catàleg de Daniel Wildenstein de 2001 (W 239 / W 309).

## Context
A principi del 1888, Gauguin i van Gogh van deixar París cercant nous paisatges que inspirés les seves ànsies creatives. Gauguin va anar a la Bretanya i van Gogh es va instal·lar a Arle on esperava establir una comunitat d'artistes. Abans de retrobar-se a Arle, van Gogh va proposar a Gauguin i a Bernard, a qui també esperava, l'intercanvi de retrats.
Bernard va fer el seu autoretrat incloent el retrat de Gauguin (Autoretrat amb retrat de Gauguin, 1888, Museu van Gogh), i aquest com a correspondència també va fer el seu amb el retrat de Bernard.

## Descripció
Gauguin es presenta en primer pla com un bandoler, al·ludint específicament al personatge de Jean Valjean de la novel·la Els miserables de Victor Hugo. Gauguin compara el personatge literari, un home rebutjat per la societat a pesar del seu poder interior i el seu amor, amb la incomprensió dels artistes del seu temps, ell inclòs. L'aparença trista del pintor contrasta força amb la decoració floral de la paret descrita com la puresa dels artistes.
Al cantó inferior dret porta una inscripció amb la dedicatòria a l'amic Vincent: «les misérables / a l'ami Vincent / PGauguin 88».
Gauguin mateix descriu el seu quadre en una carta a Émile Schuffenecker:
«He fet per Vincent, que m'ho havia demanat, un autoretrat. Crec que és una de les meves millors coses; per exemple, és tant abstracte que resulta completament incomprensible. Per començar, és el bust d'un bandoler, un Jean Valjean que a més personifica un pintor impressionista desdenyat i, en canvi, perpètuament lligat al món […] La boca, els ulls i el nas són com les flors que es troben en una catifa persa i també personifiquen l'aspecte simbòlic. El color està tret molt de lluny, de la natura […] Tots els vermells i violats fosos a la superfície per les grans flamarades són com un forn que llueix als ulls […] i tot allò contra un fons de color crom pur sobre el que estan escampats uns poms de flors infantils; alguna cosa així com l'alcova d'una noia jove.»

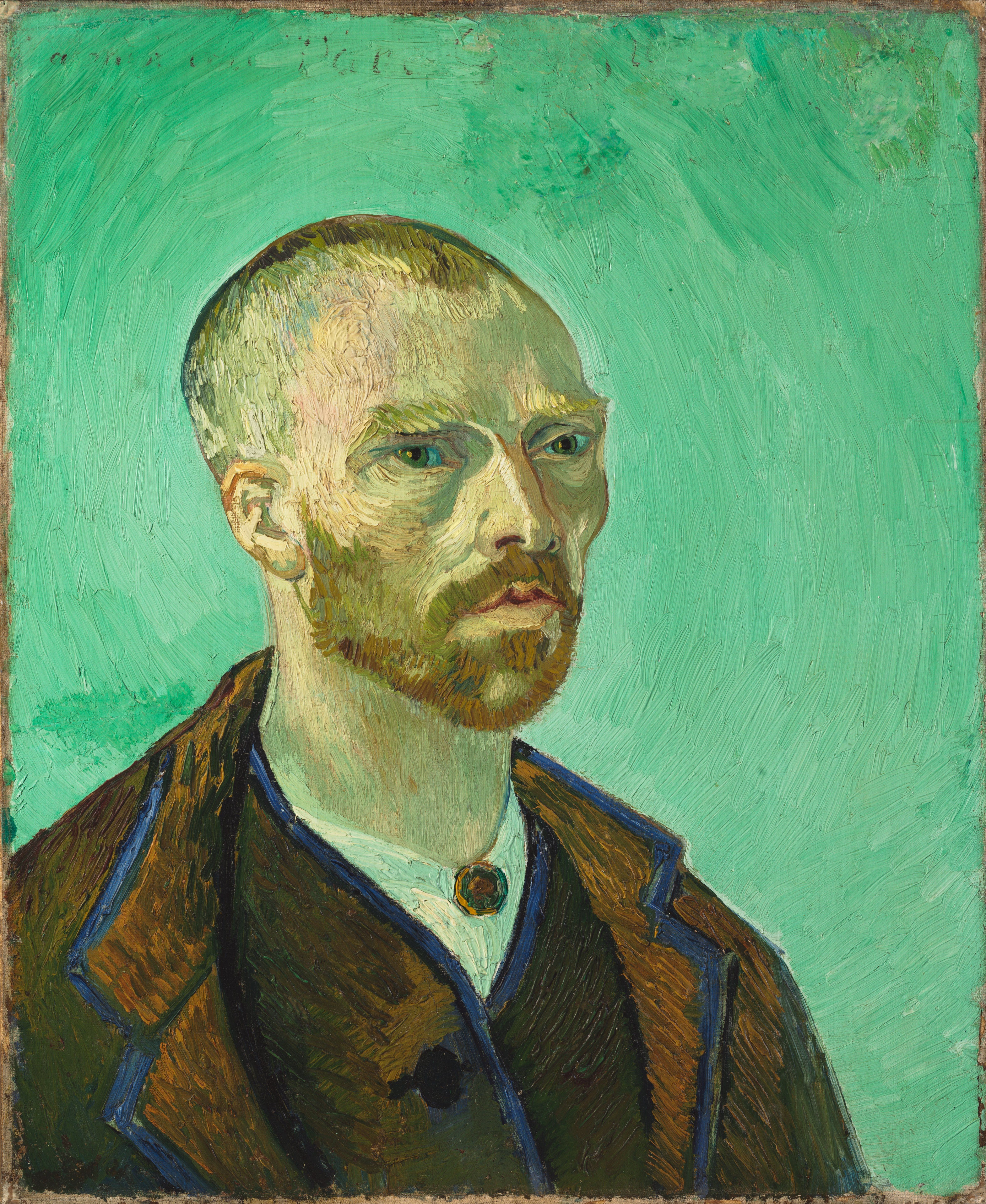
Autoretrat de Vincent van Gogh, dedicat a Gauguin, 1888

Van Gogh va quedar decebut del quadre. Diu que li va agradar més l'autoretrat d'Émile Bernard. Considera que el de Gauguin està més estudiat, és més profund, però que té la impressió de representar un pres sense cap ombra d'alegria, malalt i turmentat. Amb la determinació del pintor de crear un efecte melangiós, el rostre desapareix sota un blau trist.
En l'autoretrat de van Gogh dedicat a Gauguin es mostra com un monjo budista, segons explica ell mateix.